# RBH Logistics
RBH Logistics is een Duitse onderneming, actief in het goederenvervoer per spoor en in rangeerdiensten. Het bedrijf is ontstaan vanuit de kolenindustrie in het Ruhrgebied. In 1913 is het bedrijf opgericht als Königliche Zechenbahn- und Hafenbetriebsgesellschaft, gevestigd te Gladbeck. In 1968 werd het bedrijf omgevormd tot Ruhrkole AG (RAG). In de jaren '80 begon men met een grootschalige sanering van de kolenindustrie, waarbij veel mijnen en verwerkingsfabrieken werden gesloten. In 2005 werd de RAG een dochteronderneming van DB, waarbij de toevoeging Bahn- und Hafenverkehr in de naam verwerkt werd. RAG Bahn- und Hafenverkehr werd afgekort tot RBH, waardoor het huidige RBH Logistics is ontstaan. Naast het teruglopende kolenvervoer is het bedrijf nu ook in andere ladingsoorten actief.

## Materieel
RBH Logistics heeft sinds de oprichting in 1913 een gevarieerd park aan locomotieven gehad. Het bedrijf maakte gebruik van zowel stoom-, diesel- als elektrische tractie. Een bekend type is de Baureihe 140 waarvan in 2012 enkele exemplaren zijn overgenomen van het toenmalige DB Schenker, sinds 2016 DB Cargo geheten. Deze locomotieven zijn in 2015 weer buiten dienst gesteld. Van DB Cargo zijn ook locomotieven van de Baureihe 151 en Baureihe 143 overgenomen, waarvan de meeste in de grijs-blauwe huisstijlkleur van RBH zijn omgeschilderd. Daarnaast worden moderne E-locs van Bombardier en Siemens gehuurd. Voor diensten op diesellijnen en emplacementen worden voornamelijk locomotieven van het type G1206 en G2000 gebruikt. Verder wordt wisselend gebruik gemaakt van diverse andere type locomotieven.

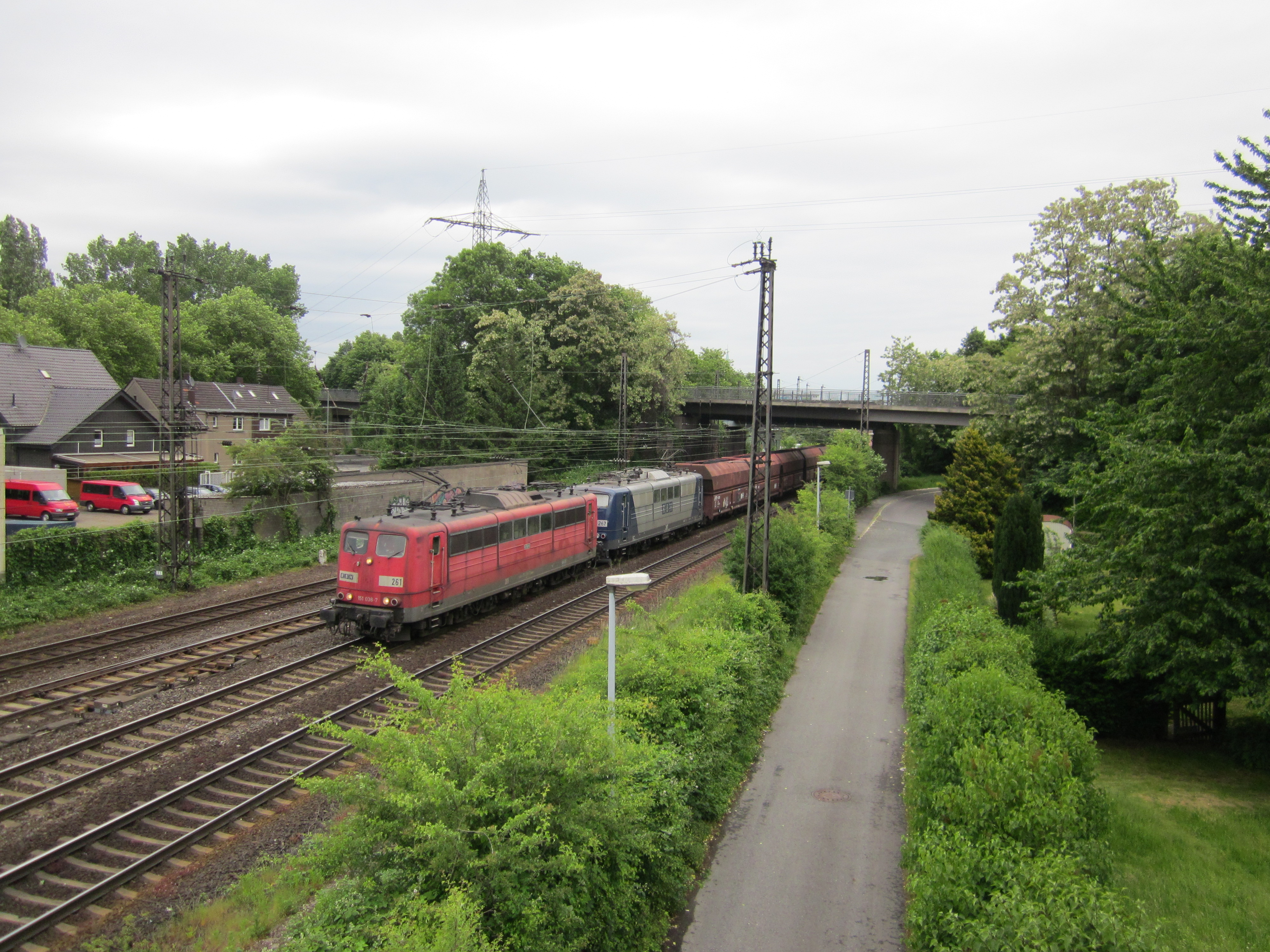
Locomotieven BR 151 bij RBH